# Graham Norton
Graham William Walker (Clondalkin, 4 de abril de 1963), conhecido profissionalmente como Graham Norton, é um ator, autor, comediante e apresentador de televisão e rádio irlandês, residente no Reino Unido. Ele é cinco vezes vencedor do prêmio BAFTA TV por seu show de entrevistas The Graham Norton Show e oito vezes premiado, no geral. Originalmente exibido na BBC Two, antes de se mudar para a BBC One, ele conseguiu Friday Night with Jonathan Ross na prestigiosa apresentação da BBC One em Las Vegas, em 2010.
Ele também é apresentador da BBC Radio 2 e é comentarista de televisão da BBC no Eurovision Song Contest, que levou Hot Press a descrevê-lo como "a resposta do século XXI a Terry Wogan". Norton é conhecido por seu diálogo repleto de insinuações e estilo de apresentação extravagante. Em 2012, ele vendeu sua produtora, a So Television, para a ITV por cerca de 17 milhões de libras.